# Cattedrale di Sant'Ignazio (Shanghai)
La cattedrale di Sant'Ignazio (in cinese semplificato 聖依納爵主教座堂; in cinese tradizionale 圣依纳爵主教座堂) è una chiesa di culto cattolico situata nel distretto dello Xujiahui, a Shanghai. È la cattedrale della Diocesi di Shanghai.

## Storia
Progettata dall'architetto inglese William Doyle ed edificata a cura della Compagnia di Gesù francese tra il 1905 e il 1910, fu all'epoca la cattedrale più grande dell'Estremo Oriente.
Nel 1966, all'inizio della Rivoluzione culturale, le Guardie Rosse la profanarono, abbattendo le due guglie, demolendo il soffitto e distruggendo i 300 metri quadri di vetrate. Nei dodici anni successivi, l'edificio fu utilizzato come deposito di grano. Nel 1978 la cattedrale fu riaperta al culto; le guglie vennero restaurate all'inizio degli anni ottanta.
Nel 1989 vi fu celebrata la prima messa in cinese dal vescovo Luigi Jin Luxian. Concelebrarono Tommaso Law di Hong Kong, Joseph Zen, anch'egli di Hong Kong (nominato successivamente cardinale) e lo statunitense Edward Malatesta, sinologo gesuita di San Francisco.
Il restauro dell'edificio continuò negli anni seguenti. Nel 2002 cominciarono i lavori di rifacimento completo delle vetrate, a cura di Wo Ye, artista nativo di Pechino, e Thomas Lucas, gesuita dell'Università di San Francisco. I lavori si conclusero nel 2010 e furono presentati all'Esposizione universale, che si tenne proprio a Shanghai.

## Citazioni
La cattedrale è visibile nella scena iniziale del film L'impero del sole di Steven Spielberg, uscito nel 1987.

## Galleria d'immagini

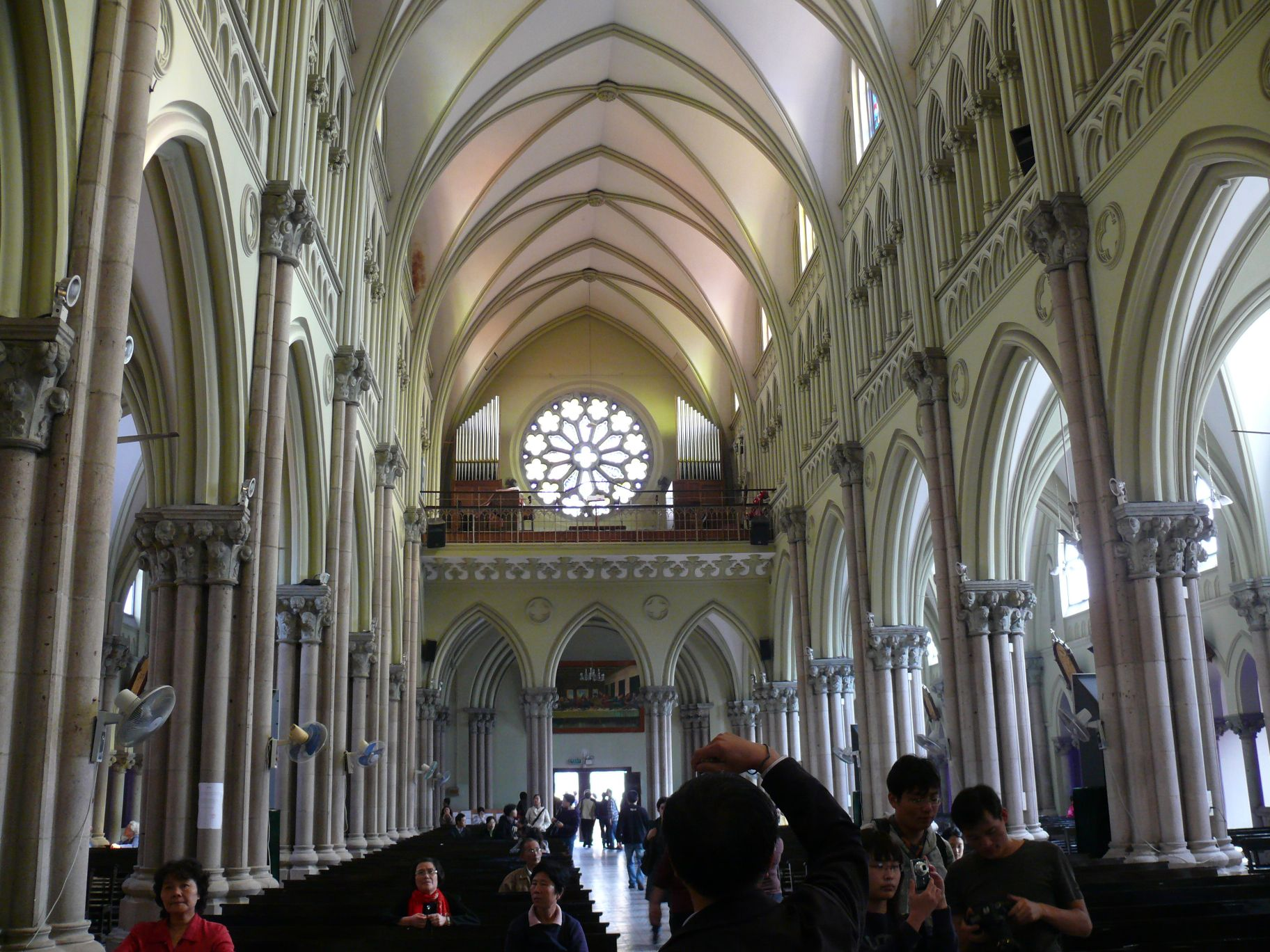
L'interno della cattedrale
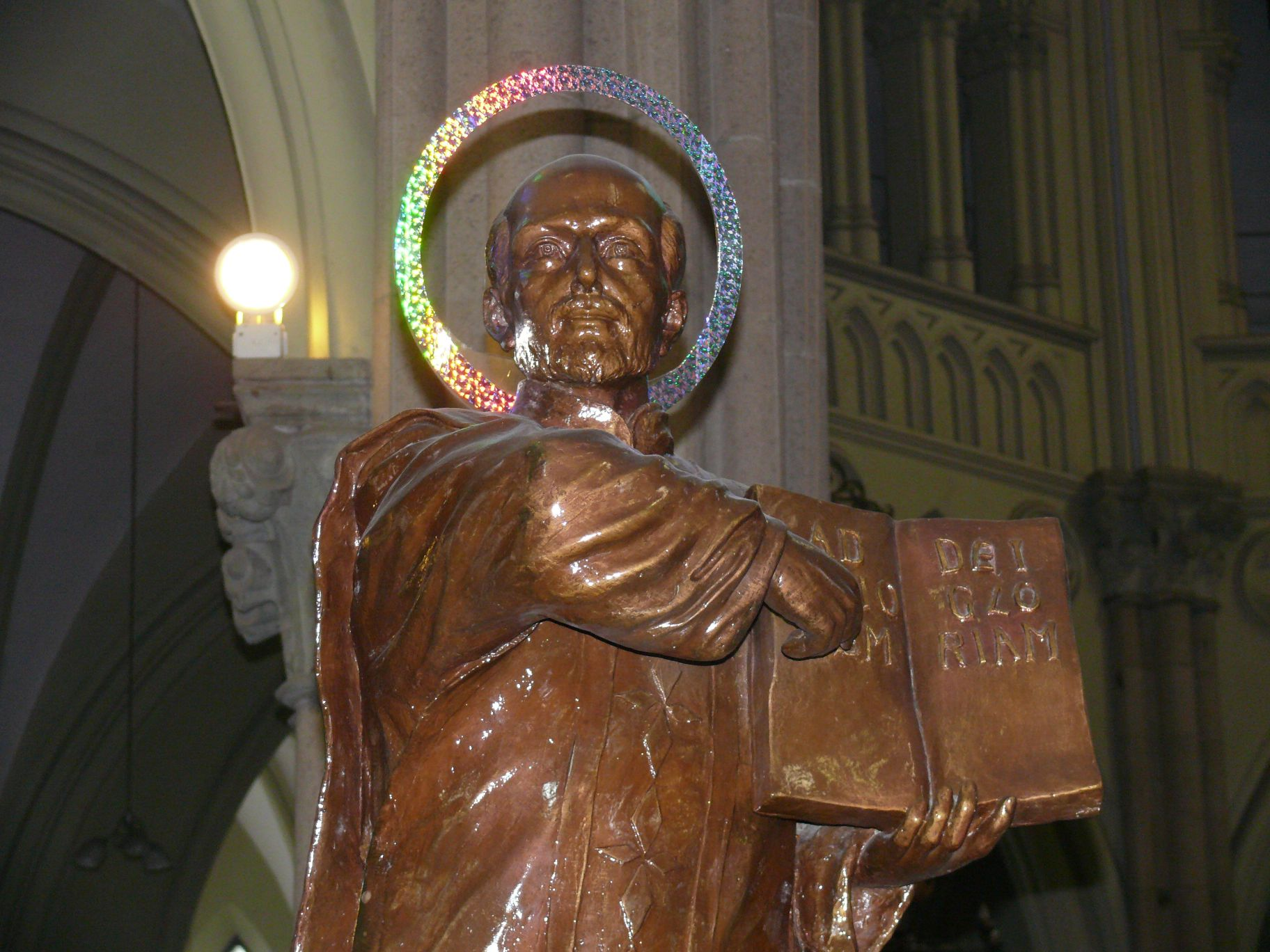
Statua di Sant'Ignazio di Loyola
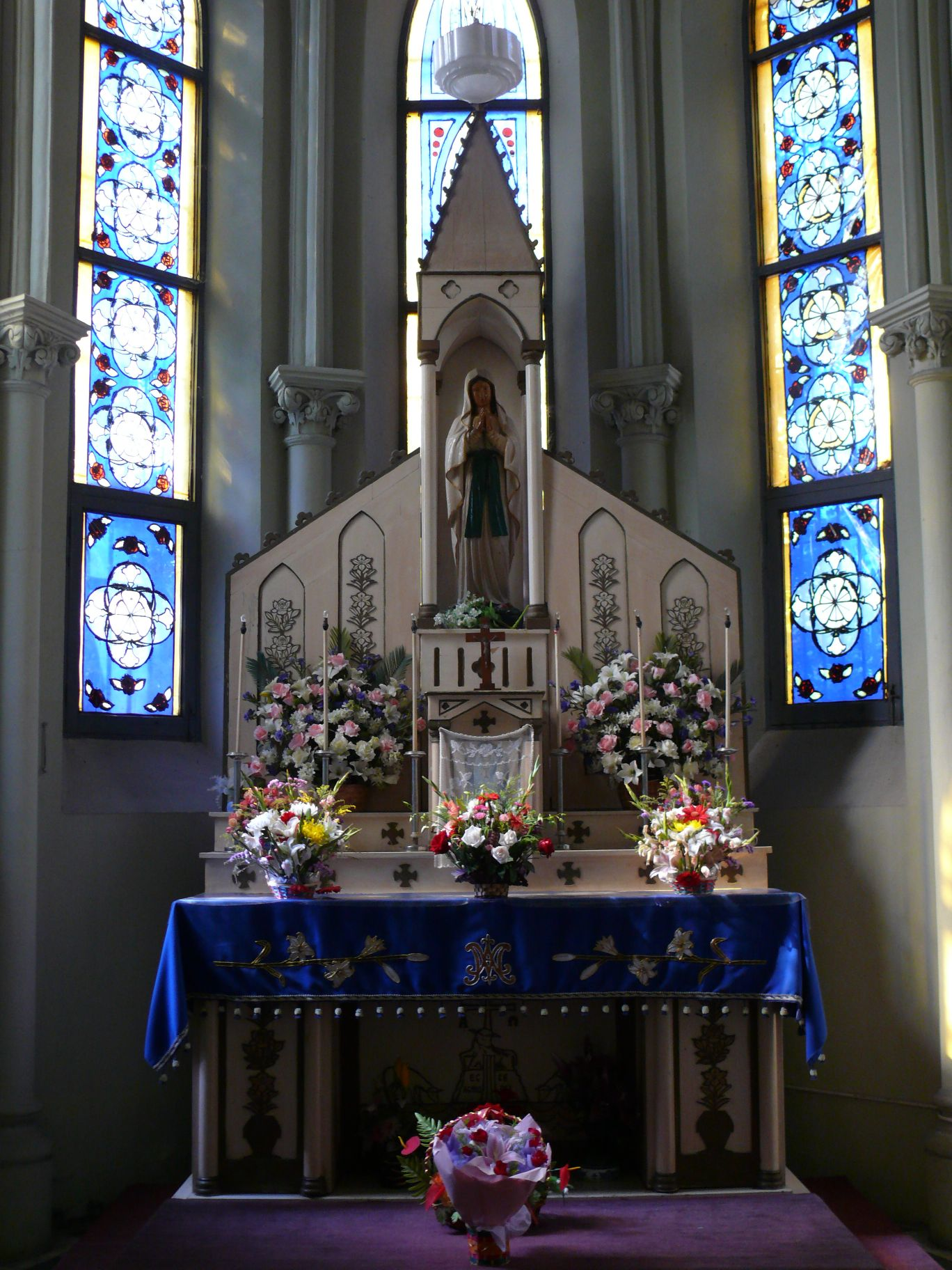
Altare di Maria Vergine
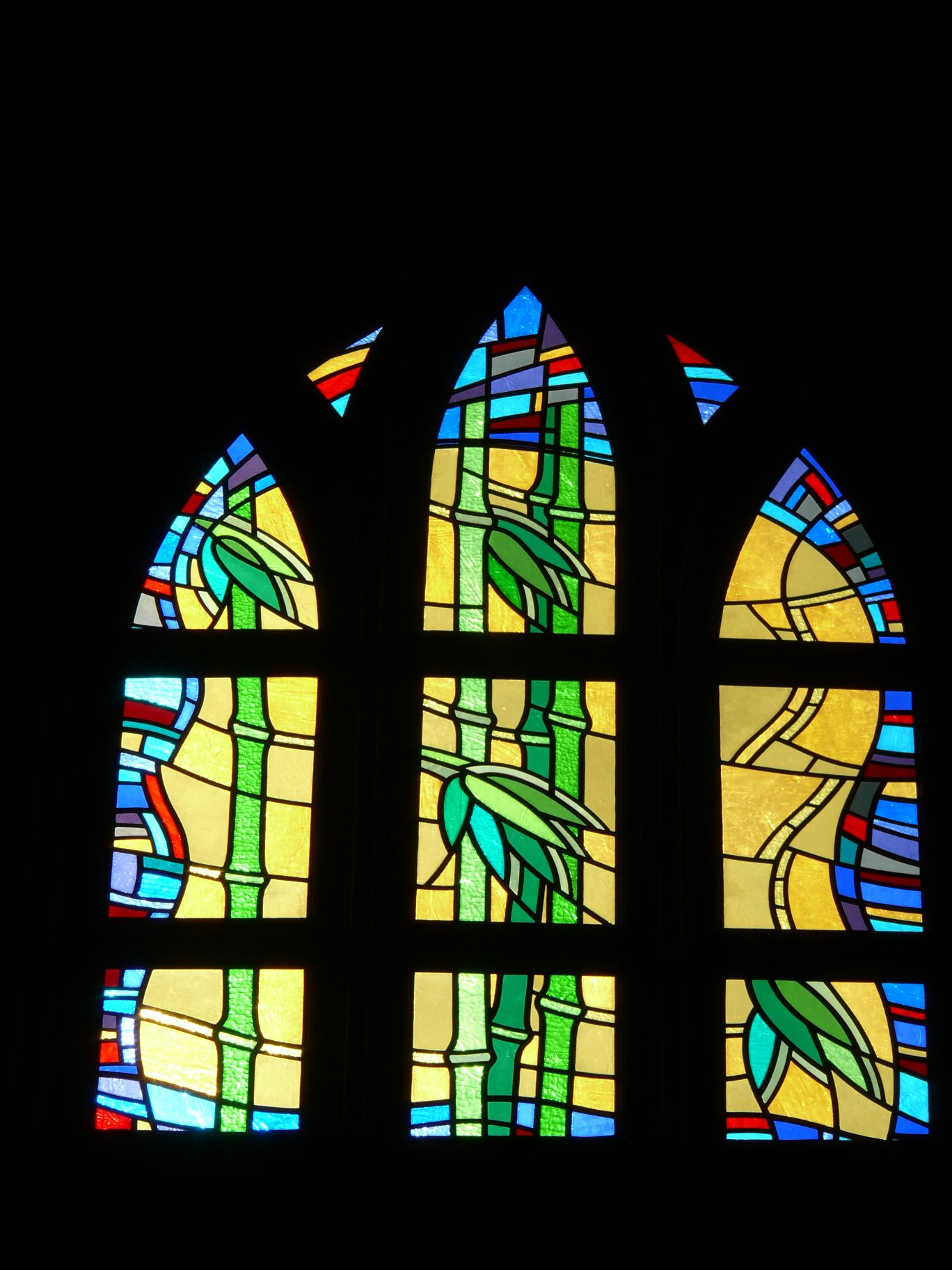
Vetrata in cui sono raffigurati dei rami di bambù